# Косигін Олексій Миколайович
Олексі́й Микола́йович Коси́гін (рос. Алексей Николаевич Косыгин, 21 лютого 1904, Санкт-Петербург, Російська імперія — 18 грудня 1980, Москва, РРФСР, СРСР) — радянський державний і партійний діяч, один з близьких соратників Брежнєва, голова Ради Міністрів СРСР у 1964—1980 роках. Двічі Герой Соціалістичної Праці (1964, 1974). Член ЦК КПРС у 1939—1980 р. Член Політбюро (Президії) ЦК КПРС у лютому 1948 — жовтні 1952, травні 1960 — жовтні 1980, кандидат у члени Політбюро (Президії) ЦК КПРС у березні 1946 — лютому 1948, жовтні 1952 — березні 1953, червні 1957 — травні 1960. Депутат Верховної Ради СРСР з 1946 по 1980 рік. Депутат Верховної Ради УРСР 2—3-го скликань.

## Біографія
Народився у родині робітника-токаря Санкт-Петербурзького заводу Леснера.
У 1919—1921 роках — у Червоній армії. Служив добровольцем-червоноармійцем у 7-й армії РСЧА біля Петрограда на Кольському півострові та у трудовій армії біля міста Архангельська.
З 1921 року навчався у кооперативному технікумі за спеціальністю льоновода. Після закінчення у 1924 році Ленінградського кооперативного технікуму працював в Сибірському краю у галузі споживчої кооперації: інструктор обласного союзу, член правління Ленского союзу, завідувач планового відділу крайового союзу споживчої кооперації (1924—1930 роки).
Член ВКП(б) з 1927 року.
У 1930—1935 роках — студент Ленінградського текстильного інституту.
Після закінчення у 1935 році інституту працював в Ленінграді на фабриці імені Желябова майстром і начальником цеху. У 1937—1938 роках — директор Жовтневої прядильно-ткацької фабрики міста Ленінграда. З липня 1938 року — завідувач промислово-транспортного відділу Ленінградського обласного комітету ВКП(б).
У жовтні 1938 — січні 1939 року — голова виконавчого комітету Ленінградської міської ради.
У січні 1939 — квітні 1940 року — народний комісар текстильної промисловості СРСР. На цій посаді його змінив Акимов Ілля Миколайович. 
У квітні 1940 — березні 1953 року — заступник голови Ради Народних Комісарів (Ради Міністрів) СРСР. Одночасно у червні 1943 — березні 1946 року — голова Ради Народних Комісарів РРФСР. 16 лютого — 28 грудня 1948 року — міністр фінансів СРСР. У грудні 1948 — березні 1953 року — міністр легкої промисловості СРСР.
У березні — серпні 1953 року — міністр легкої і харчової промисловості СРСР. У серпні 1953 — лютому 1954 року — міністр промислових товарів широкого споживання СРСР.
У грудні 1953 — грудні 1956 року —заступник голови Ради Міністрів СРСР.
У грудні 1956 — травні 1957 року — 1-й заступник голови Державної економічної комісії РМ СРСР із поточного планування народного господарства — міністр СРСР. У травні — липні 1957 року — 1-й заступник голови Державного планового комітету РМ СРСР — міністр СРСР.
У липні 1957 — травні 1960 року — заступник голови Ради Міністрів СРСР. Одночасно у березні 1959 — травні 1960 — голова Державного планового комітету РМ СРСР.
У травні 1960 — жовтні 1964 року — 1-й заступник голови Ради Міністрів СРСР.
У жовтні 1964 — жовтні 1980 року — голова Ради Міністрів СРСР.
З жовтня 1980 року — на пенсії у Москві. Похований біля Кремлівської стіни на Красній площі Москви.

## Нагороди
- двічі Герой Соціалістичної Праці (20.02.1964, 20.02.1974)
- шість орденів Леніна (7.04.1939, 22.02.1944, 20.02.1954, 20.02.1964, 20.02.1974, 2.12.1974)
- орден Жовтневої Революції (20.02.1979)
- орден Червоного Прапора (7.03.1943)
- медаль «За оборону Ленінграда»
- медаль «За оборону Москви»
- Медаль «За перемогу над Німеччиною у Великій Вітчизняній війні 1941—1945 рр.»
- медалі
- знак «50 років перебування у КПРС»
- Орден Клемента Готвальда (Чехословаччина, 21.02.1979)
- Орден Білого Лева 1-го ст. (Чехословаччина, 1970)
- Орден Заслуг перед Республікою Польщею
- Великий хрест ордену «Сонце Перу» (Перу)
- Нагорода Визвольної війни Бангладеш